# David Waddington
Pour les articles homonymes, voir Waddington.
David Charles Waddington, baron Waddington, (2 août 1929 - 23 février 2017) est un homme politique et avocat britannique.
Membre du Parti conservateur, il est député à la Chambre des communes de 1968 à 1974, et de 1979 à 1990, et est fait pair de vie. Au cours de sa carrière parlementaire, Waddington est au gouvernement en tant que whip en chef, puis en tant que ministre de l'Intérieur et enfin en tant que leader de la Chambre des lords. Il est gouverneur des Bermudes entre 1992 et 1997.

## Jeunesse
Waddington est né à Burnley, Lancashire, le plus jeune de cinq enfants. Son père et son grand-père sont tous deux avocats à Burnley. Il fait ses études à la Cressbrook School et à la Sedbergh School, deux écoles indépendantes.
Il fréquente le Hertford College d'Oxford, où il est devenu président de l'Oxford University Conservative Association. Il est admis au barreau de Gray's Inn en 1951.

## Carrière politique
Waddington se présente aux élections à plusieurs reprises avant d'être élu. Il est candidat conservateur à Farnworth lors des élections générales de 1955, à Nelson et Colne en 1964 et à Heywood et Royton en 1966.
Il est élu pour la première fois au Parlement lors de l'élection partielle de Nelson et Colne en 1968, causée par la mort du député travailliste Sydney Silverman. Il y est réélu en 1970 et en février 1974, mais perd son siège aux élections générales d'octobre 1974 par 669 voix au profit de Doug Hoyle, du parti travailliste.
Waddington est réélu au Parlement pour Clitheroe lors d'une élection partielle en mars 1979, et est ensuite élu pour la circonscription largement similaire de Ribble Valley en 1983.
Sous-secrétaire d'État parlementaire auprès de Margaret Thatcher, Waddington est lord commissaire du Trésor et whip du gouvernement (1979-1981), Sous-secrétaire d'État parlementaire du ministère de l'Emploi (1981-1983), ministre d'État au ministère de l'Intérieur (1983-1987) et Whip en chef de 1987 jusqu'à son accession au Cabinet en 1989, date à laquelle il est devenu ministre de l'Intérieur.
Le 4 décembre 1990, il est créé pair à vie en tant que baron Waddington, de Read, dans le Lancashire. Il est Lord du sceau privé et Leader de la Chambre des lords jusqu'en 1992. Il est ensuite gouverneur des Bermudes de 1992 à 1997,.
Lord Waddington est nommé chevalier grand-croix de l'Ordre royal de Victoria (GCVO) en 1994. En 2008, son amendement au projet de loi sur la justice pénale et l'immigration, connu sous le nom d'amendement Waddington, insère une clause sur la liberté d'expression dans la nouvelle législation anti-homophobe sur les crimes de haine.
En novembre 2009, le gouvernement échoue à supprimer l'amendement Waddington dans le projet de loi sur les coroners et la justice,. Le 26 mars 2015, Lord Waddington prend sa retraite de la Chambre des lords conformément à l'article 1 de la loi de 2014 sur la réforme de la Chambre des lords.
Lord Waddington est décédé le 23 février 2017, à l'âge de 87 ans.